# شونا سينغ بالدوين
شونا سينغ بالدوين (بالإنجليزية: Shauna Singh Baldwin)‏‏ (1962 في مونتريال - ) روائية من الولايات المتحدة.